# 一路真輝
一路 真輝（いちろ まき、1965年〈昭和40年〉1月9日 - ）は、日本の女優。元宝塚歌劇団雪組トップスター（1993年 - 1996年）。宝塚時代の愛称はイチロ、いっちゃん（本名に由来）。
愛知県名古屋市出身。東宝芸能所属。

## 来歴・人物

### 宝塚歌劇団へ
小学6年生の時に初めて中日劇場で宝塚歌劇団の定期公演安奈淳主演、花組公演「うつしよ桜」「ノバ・ボサ・ノバ」を観劇し、入団を志す。特に専門的なレッスンは受けていなかったが、1回の受験で合格し、1980年に宝塚音楽学校入学。1982年、68期生として宝塚歌劇団に入団。「春の踊り」で初舞台を踏み、男役として雪組に配属となる。芸名の由来は『真実一路』から。入団当初の芸名は一路万輝。同期生には初代宙組組長の大峯麻友、元星組組長で現専科男役の英真なおき、元月組娘役スターでタレントのあさなぎりん（在団時の芸名は朝凪鈴）などである。
1985年、『はばたけ黄金の翼よ』ではヒロイン・クラリーチェに抜擢された。その後、1987年の『宝塚をどり讃歌／サマルカンドの赤いばら』の公演中に自然気胸で入院するが、同年『梨花王城に舞う／ザ・レビュースコープ』で復帰した。なおこの時期に一路万輝から一路真輝へ改名する。その後男役2番手となり、1993年『天国と地獄／TAKE OFF』で雪組トップスターに就任（相手役は紫とも）。「雪之丞変化」より相手役に星組出身の花總まりを迎える。
1996年、『エリザベート』千秋楽を最後に宝塚歌劇団を退団。サヨナラ公演ではオーストリア皇妃エリザベートと禁じられた恋に落ちる黄泉の帝王役・トートを演じた。

### 退団後
宝塚退団後は『王様と私』『南太平洋』等の名作ミュージカルで主演するほか、ディナーショー・レコードのリリース・テレビドラマと幅広く活躍した。1998年4月ウイーン・アン・デア・ウイーン劇場にてトートとして歌い、ウイーンの観客の喝采を浴びる。同年、ローリー・シュトラウスの白血病基金「メロディとメモリー」でニューヨークの舞台でも歌唱。また、『エリザベート』のエリザベート役を長期にわたって演じた。
2006年5月、『エリザベート』で共演した内野聖陽と婚約を発表。同年7月に一路が妊娠していたことが判明し、同月末に結婚。8月に公表、10月に女児を出産。当初2008年度にも芸能活動再開の予定であったが、2007年契約先・東宝芸能を通し「育児・家庭生活（の徹底）を優先させるため、女優業を無期限付の長期休業する」旨が発表される。これに伴い事務所公認の公式ファンクラブも解散された。
2010年3月5日、6日に開催される「with songs by live @ クリエ」（東京・日比谷シアタークリエ）で約4年ぶりに復帰、2010年12月から上演された『アンナ・カレーニナ』にて本格的に舞台復帰を果たす。
2011年8月18日、内野と離婚届を提出したとFAXで発表した。
新型コロナウイルス感染拡大による緊急事態宣言の延長・全国の感染状況を鑑み、2021年10月・11月に予定していた「一路真輝40周年記念コンサート」の延期が発表される。さらに、本人の体調不良により9月から療養に入っていることや、出演予定だった『Life is Songs! 2021』（10月23日・板橋）の降板も発表された。その後、延期されていた「一路真輝40周年記念コンサート」は、2022年10月21日・22日の2日間にわたり開催された。
2023年4月には、TBSスペシャルドラマ「ひとりぼっち ―人と人をつなぐ愛の物語―」で、3年ぶりにテレビドラマに出演した。

## 宝塚歌劇団時代の主な舞台

### 新人公演
- 1983年 『うたかたの恋』ジャン（本役・平みち）

『ブルー・ジャスミン』カシム王子（本役・麻実れい）
- 1984年 『風と共に去りぬ』アシュレ（本役・平みち）

『千太郎纏しぐれ』卯之吉（本役・平みち）
- 1985年 『はばたけ黄金の翼よ』ドルチェS（本役・麻実れい）

『愛のカレードスコープ』ビクトール（本役・平みち）
- 1986年 『大江山花伝』茨木童子（本役・平みち）

『三つのワルツ』ルドルフほか（本役・平みち）
- 1987年 『サマルカンドの赤いばら』ハッサン（本役・平みち）
- 1988年 『風と共に去りぬ』レット・バトラー（本役・平みち、杜けあき）

『たまゆらの記』安宿王（本役・平みち）

### 本公演
- 1982年3月 - 5月 『春の踊り』（初舞台）

5月 - 6月 『ジャワの踊り子』
11月 - 12月 『パリ変奏曲』『ゴールデン・ドリーム』
- 1983年5月 - 6月 『うたかたの恋』『グラン・エレガンス』

8月 - 9月 『ブルー・ジャスミン』『ハッピーエンド物語』
- 1984年3月 - 5月 『風と共に去りぬ』

9月 - 11月 『千太郎纏しぐれ』『フル・ビート』
- 1985年1月 - 2月 『花夢幻』『はばたけ黄金の翼よ』クラリーチェ・デル・カンポ

6月 - 8月 『愛のカレードスコープ』ジム。『アンド・ナウ!』シンガー、ブルースの少年ほか
- 1986年2月 - 3月 『大江山花伝』坂田公時。『スカイ・ハイ・スカイ』プリンセスバードほか

8月 - 9月 『三つのワルツ』
- 1987年3月 - 5月 『宝塚をどり讃歌』『サマルカンドの赤いばら』羊飼いの王子

9月 - 11月 『梨花 王城に舞う』『ザ・レビュースコープ』
- 1988年1月 - 2月 『風と共に去りぬ』スカーレットII

7月 - 8月 『たまゆらの記』藤原槇人。『ダイナモ!』
- 1989年2月 - 3月 『ムッシュ・ド・巴里』ロベール / アンリ。『ラ・パッション!』妖精の王子ほか

8月 - 9月 『ベルサイユのばら－アンドレとオスカル編－』オスカル
同年『ベルサイユのばら』星組公演へ特別出演
- 1990年1月 - 2月 『天守に花匂い立つ』加納小次郎清高。『ブライト・ディライト・タイム』ギャングほか

6月 - 8月 『黄昏色のハーフムーン』ピート。『パラダイス・トロピカーナ』花の精Sほか
- 1991年2月 - 3月 『花幻抄』公達Sほか。『恋さわぎ』三郎丸。『スイート・タイフーン』バードの男ほか

8月 - 9月 『華麗なるギャツビー』(小説)ニック・キャラウェイ。『ラバーズ・コンチェルト』警備員ほか
- 1992年3月 - 5月 『この恋は雲の涯まで』藤原忠衡 / 張栄勲

10月 - 11月『忠臣蔵〜花に散り雪に散り〜』浅野内匠頭 / 岡野金衛門
- 1993年1月 - 2月 『宝寿頌』。『PARFUM DE PARIS』歌う蝶の男、パリジャンほか（星組特別出演）

### トップ時代
5月 - 6月『天国と地獄 -オッフェンバック物語-』ロバート / オッフェンバック。『TAKE OFF (宝塚歌劇)』コマンドゥSほか
10月 - 12月『ブルボンの封印』ジェームズ / ルイ14世。『コート・ダジュール (宝塚歌劇)』フィリップ
- 1994年5月 - 6月 『風と共に去りぬ』スカーレット・オハラ

11月 - 12月『雪之丞変化』中村雪之丞。『サジタリウス (宝塚歌劇)』アルビレオ、星人男Sほか
- 1995年5月 - 6月 『JFK』ジョン・F・ケネディ。『バロック千一夜』ライヤー、テオほか

11月 - 12月『あかねさす紫の花』大海人皇子。『マ・ベル・エトワール』リチャード、トキオほか
- 1996年2月 - 3月 『エリザベート〜愛と死の輪舞』トート[14]

### バウ・その他公演
- 1985年2月 『フロムハート物語』（宝塚バウホール公演）

8月 - 9月 『黒いチューリップ』(文学・小説)（宝塚バウホール公演）コルネリウス・ファン・ド・ベルル
- 1986年1月 『ショー・ボート』（宝塚バウホール公演）フランク・シュルツ

10月 - 11月 『恋のチェッカー・フラッグ』（宝塚バウホール公演）ハリー・カーン
- 1988年2月 - 3月 『レッドヘッド』（宝塚バウホール公演）ジョージ・パペット

9月 『大江山花伝』渡辺綱『ザ・レビュースコープ』（地方公演）
12月 『ツーロンの薔薇』（宝塚バウホール公演）フィリップ・ジャルダン
- 1989年1月 『ツーロンの薔薇』（宝塚バウホール公演）フィリップ・ジャルダン

4月 - 5月 『たまゆらの記』首皇子『ダイナモ!』（地方公演）
11月 - 12月 『シャンテ・シャンテ・シャンテ』（宝塚バウホール公演）ゲスト出演
- 1990年3月 『ツーロンの薔薇』（宝塚バウホール公演）フィリップ・ジャルダン
- 1991年4月 - 5月 『微笑みの国』(オペレッタ)（宝塚バウホール公演）スー・ホン王子
- 1992年12月 『ジャンプ・フォー・ジョイ』（シアタードラマシティ公演）
- 1994年1月 『二人だけの戦場』（シアタードラマシティ公演）ティエリー・シンクレア
- 1995年1月 『アリア-夢唄』（シアタードラマシティ公演）

### キャンペーンガール
- 花王「ビオレ・クレンジングフォーム」TVCM（1990年）
- 日本沿海フェリー/ブルーハイウェイライン（1987年-1990年代前半）[15][16]

## 女優としての主な活動

### 舞台
- 王様と私
- 南太平洋
- エリザベート〔東宝版〕（2000年、2001年、2004年、2005年、2006年） - 主演・エリザベート 役[17]
- キス・ミー・ケイト
  - （2002年7月3日 - 27日、帝国劇場） - 主演・リリー 役[18]
  - （2003年8月3日 - 29日、梅田コマ劇場）[19]
  - （2017年7月1日・2日、サンシティ越谷市民ホール大ホール / 8月1日 - 6日、東京芸術劇場プレイハウス 他） - リリー / カタリーナ 役[20]
- イーストウィックの魔女たち　（2003年12月）‐アレクサンドラ・スポフォーグ　役[21]
- 娘よ
- モーツァルト!
- アンナ・カレーニナ - アンナ・カレーニナ 役
  - （2006年）
  - （2010年12月-2011年2月、シアタークリエ） [3]
  - （2013年2月-3月、ル テアトル銀座、梅田芸術劇場 シアター･ドラマシティ、名鉄ホール） [22]

- リタルダンド[23]

- 女たちの忠臣蔵 - 大石つね 役
  - （2012年1月、明治座）
  - （2013年5月、博多座）

- ルドルフ 〜ザ・ラスト・キス〜（2012年7月・帝国劇場） - ラリッシュ 役
- ラブ・レターズ（2013年6月・PARCO劇場）
- 宝塚歌劇100周年前夜祭『DREAM, A DREAM』（2013年10月・東急シアターオーブ、11月・梅田芸術劇場メインホール）

- ミュージカル『シャーロック ホームズ』 - ジェーン・ワトソン 役
  - シャーロック ホームズ 〜アンダーソン家の秘密〜（2014年1月 - 2月・全国） [24]
  - シャーロック ホームズ2 〜ブラッディゲーム〜（2015年4月 - 5月、東京芸術劇場）[25]

- 宝塚歌劇100周年記念公演『セレブレーション100！宝塚 〜この愛よ永遠に』（2014年5月 - 6月・青山劇場、梅田芸術劇場メインホール *東京公演B日程のみ）

- ブラック メリーポピンズ - メリー・シュミット 役
  - （2014年7月・世田谷パブリックシアター） [26]
  - （2016年5月-6月、世田谷パブリックシアター、兵庫県立芸術文化センター 、福岡市民会館 、愛知県芸術劇場）[27]

- ガラスの仮面 - 月影千草 役
  - （2014年8月、青山劇場）
  - （2016年9月、大阪松竹座、新橋演舞場）[28]

- おんなの家（2014年10月・大阪新歌舞伎座） - 葵 役
- スワン（2014年12月・兵庫県立芸術文化センター、水戸芸術館、紀伊國屋ホール） - 主演・ドラ 役[29]
- 春日局（2015年1月2日 - 23日、明治座） - お江与 役[30]
- 現代能楽集VIII『道玄坂綺譚』（2015年11月8日 - 21日[31]、世田谷パブリックシアター） - コマチ 役[32]
- 朗読劇『この子たちの夏  1945・ヒロシマ ナガサキ』（2016年8月13日 - 14日、世田谷パブリックシアター） [33]
- 扉の向こう側（2016年11月、東京芸術劇場プレイハウス、兵庫県立芸術文化センター 阪急中ホール） - ルエラ 役[34][35]
- 石井ふく子名作劇場「君はどこにいるの」（2017年2月11日 - 20日、三越劇場 / 2月23日 - 25日、新歌舞伎座）[5] - みこ 役[36]
- トロイ戦争は起こらない（2017年10月5日 - 22日、新国立劇場 中劇場 / 10月26日 - 27日、兵庫県立芸術文化センター 阪急中ホール） - エレーヌ 役[37]
- オン・ユア・フィート!（2018年12月8日 - 30日、シアタークリエ / 2019年1月4日 - 6日、博多座 / 1月9日 - 10日、刈谷市総合文化センターアイリス 大ホール / 1月17日 - 20日、梅田芸術劇場シアタードラマシティ） - グロリア・ファハルド 役[38]
- Zero Projectプロデュース2018ミュージカル『新☆雪のプリンセス』（2018年2月21日 - 25日、新国立劇場小劇場） - 雪女フブキ 役（特別出演）[39]
- 細雪（2019年5月4日 - 27日、明治座） - 幸子 役[40][41]
- ELF the musical（2019年12月6日 - 15日、品川ステラボール / 12月21日・22日、森ノ宮ピロティホール）[42]

- 音楽朗読劇『愛しいクレアへ －冷蔵庫のうえの人生－』- 母 役
  - （2020年8月、兵庫県立芸術文化センター阪急中ホール）[43]
  - （2022年7月、パルテノン多摩）[44]

- 舞台『刀剣乱舞』无伝 夕紅の士 -大坂夏の陣-（2021年4月11日 - 6月27日、IHIステージアラウンド東京）- 高台院役
- ブラッド・ブラザーズ（2022年3月21日 - 4月24日、東京国際フォーラム、梅田芸術劇場シアター・ドラマシティ ほか） - ライオンズ夫人 役[45]
- モダン・ミリー‐ミセス・ミアーズ 役
  - （2022年9月、シアタークリエ、新歌舞伎座）[46]
  - （2024年7月-8月、シアタークリエ、新歌舞伎座、Niterra日本特殊陶業市民会館、博多座、昭和女子大学人見記念講堂）[47][48]

- 『Greatest Dream』（2023年10月-11月、Brillia HALL、梅田芸術劇場）[49]
- 『ハーヴェイ』（2023年12月、シアター・アルファ東京）- ヴェイタ 役 [50]
- 『ベルサイユのばら50』（2024年5月-6月、梅田芸術劇場・東京建物 Brillia HALL・御園座） [51]
- リーディング・ミュージカル『アンドレ・デジール 最後の作品』（2024年11月20日 - 24日、シアターH） - オリアンヌ 役 他[52]
- 『未来へのOne Step！～世界を結ぶ愛の歌声～』（2025年4月-5月、関西万博EXPOホール「シャインハット」・東京国際フォーラム・梅田芸術劇場）[53]
- ソロリーディング マリー・ルイーゼ・カシュニッツの世界（2025年7月、パルテノン多摩 小ホール）[54]
- 坂本冬美特別公演（2025年10月〈予定〉、新歌舞伎座）[55]

### コンサート ・リサイタル
- ニューイヤーポップス'99 ニューヨークポップスオーケストラ
- I's first
- I's second
- One Road
- DIVA2001
- DIVA2004
- MITSUKO（ハイライト）
- live@クリエ 一路真輝コンサート（2010年3月5・6日、シアタークリエ）[9]
- kanji ishimaru in concert (ゲスト出演)
- クリエミュージカル・コンサート  M.クンツェ＆S.リーヴァイの世界
- 井上芳雄10周年記念コンサート (ゲスト出演)
- live-ichiro@NAGOYA
- 一路真輝コンサート〜2011,autumn〜
- 一路真輝·名古屋ブルーノートLIVE（2011年）
- M.クンツェ＆S.リーヴァイの世界〜2nd Season〜（ウィーン・ミュージカルコンサート）（2012年）
- 一路真輝メモリアルコンサート〜『アンナ・カレーニナ』と共に〜（2012年）
- エリザベート　スペシャル　ガラ・コンサート（2012年）
- シアタークリエ5th Anniversary『ONE-HEART MUSICAL FESTIVAL』（2012年）
- ONE-HEART　MUSICAL　FESTIVAL　2013夏 （2013年）
- Ichiro Live 2013（2013年11月　横浜・大阪・名古屋）
- Ichiro Live 2015 〜for Valentine〜（2015年2月11日、モーション・ブルー・ヨコハマ）[7]
- The Sparkling Voice -10人の貴公子たち-（2016年1月28日 - 2月1日 シアタークリエ）
- エリザベート TAKARAZUKA20周年 スペシャル・ガラ・コンサート（2016年12月9日 - 18日、梅田芸術劇場メインホール / 2017年1月8日 - 20日、Bunkamuraオーチャードホール）[56]
- さよなら中日劇場岡幸二郎 inミュージカルコンサート（2017年12月19日）
- 一路真輝40周年記念コンサート（2022年10月21日 - 22日 浜離宮朝日ホール、ゲスト：朝夏まなと、水夏希、安蘭けい)
- CONCERT『THE BEST New HISTORY COMING』（2025年2月21日 - 28日、帝国劇場）[57][58]

### イベント
- 「NIROOM Vol.3」
- 東京會舘トークサロン「一路真輝＆東山義久」
- 宝塚歌劇100周年　夢の祭典『時を奏でるスミレたち』　（2014年）

### テレビドラマ
- 毛利元就（1997年、NHK大河ドラマ） - 雪の方 役
- スチュワーデス刑事（1997年1月10日、フジテレビ 金曜エンタテイメント） - 和泉涼子 役
- 君が人生の時（1997年、TBS）
- 渡る世間は鬼ばかり 第3シリーズ〜第6シリーズ（1997年-2003年、TBS） - 山口美智 役
- 月曜ドラマスペシャル「親子弁護士の探偵帖3」（1997年10月13日、TBS） - 風村由輝 役
- 番茶も出花（1997年-1998年、TBS） - 丸田綾 役
- Over Time-オーバー・タイム（1999年、フジテレビ）
- 警部補 佃次郎9（1999年、日本テレビ） - 奈須千草 役
- いい旅いい夢いい女（1999年、NHK正月ドラマ） - 牧子 役
- 科捜研の女（1999年、テレビ朝日） - 西大路恵 役
- 弁護士・七尾響子（2001年、テレビ朝日） - 七尾響子 役
- 女と愛とミステリー「長崎で消えた女」（2002年、テレビ東京） - 藍川真奈 役
- 娘よ（2003年、TBS） - 藤沢みこ 役
- ゆうれい、貸します〜お染・恋の七変化〜 最終話（2003年、NHK金曜時代劇） - 田津 役
- 土曜ワイド劇場「50億を相続する女」（2003年9月6日、テレビ朝日） - 西森直子 / 高見沢真矢 役
- 挑戦する女・弁護士七尾響子2（2006年、テレビ朝日） - 七尾響子 役
- 押忍!!ふんどし部! 第10話（2013年6月13日、テレビ神奈川） - 白神の母 役
- 隣の女（2014年5月19日、TBS） - 田向ゆき 役[59]
- 55歳からのハローライフ 第2話（2014年6月21日、NHK土曜ドラマ） - 石黒夫人 役
- 居酒屋もへじ5 -母という字-（2016年6月27日、TBS） - 川上遥 役
- あにいもうと（2018年6月25日、TBS） - シマ 役
- あしたの家族 (2020年、TBS)（2020年1月5日） - 倉橋響子 役
- ひとりぼっち -人と人をつなぐ愛の物語-（2023年4月9日、TBS） - 藤森聡美 役[60]

### ラジオ
- NISSAY 一路真輝の小さな物語（TOKYO FM）
- NISSAY 一路真輝のALL TIME HITS（TOKYO FM）
- 素顔のミューズ～一路真輝 気分はJOYFUL（文化放送）

### CM
- 花王ビオレ クレンジングウォシュ(1990年)
- ハウス食品『男爵いものカレー』
- 健康家族「仙寿の水」（2015年4月 - ）

## ディスコグラフィー
- 一路真輝　ビートルズを歌う(LP)TMP-1117(CD)TMPC-35A(CDは新録音)
- エリザベート～愛と死の輪舞～雪組主題歌(CD)TCAC-41A 雪組(96)「エリザベート」主題歌CD版(音楽ダウンロード)

### CD
シングル
- 「雨上がりの星空」TODT-5047A
- 「DOOR」TODT-5011A
- 「さくら」TODT-5126A
  - 1 さくら
  - 2 冬の翼 シングルバージョン
  - 3 約束
  - 4 さくら(instrumental)
- 「月の詠唱（アリア）」 TODT-5332A

- 「ラブ・レター～愛する人に」CD-1B(TS-C2) (非売品)【収録曲】
  - 春の手紙　～イエスタデイ・ワンス・モア
  - 夏の手紙　～星に願いを
  - 秋の手紙　～アモーレ・ミオ
  - 冬の手紙　～甘いささやき(あまい囁き)
  - 彼からの手紙　～メモリー

備考 
- 完全限定オリジナルＣＤ キャンペーンガールの項目(花王)の懸賞品である。

アルバム
- 一路真輝・純名里沙　美わしのウィーンを歌う TMPC-186A
- 「Angel Voice 一路真輝の世界」（1996年）TCAC-44A
- 「I's」TOCT-10004A
- 「最後のダンス」～DER LETZTE TANZ 一路真輝＆ニューヨーク・ポップス・オーケストラ(1998年12月9日)TOCT-22004
- 「A Dream of Aria」TOCT-24284B
- 「My Favorite 2001」
- 「王様と私」ライヴ
- 「南太平洋」ライヴ
- 「エリザベート」スタジオ録音版
- 「エリザベート」ライヴ（2001年版）
- 「エリザベート」ハイライト（2004年版）
- 「モーツァルト!」（ハイライト）
- 「アンナ・カレーニナ」スタジオ録音版
- Elisabeth 10th Anniversary Concert
- 「Ichiro Live 2013」THG107005
  - 1 アマール・アマール
  - 2 夢人
  - 3 生きるときめき
  - 4 理想の為に
  - 5 アポロ・月への旅
  - 6「かあさんのこもりうた」(絵本朗読+オリジナル曲)作詞・作 /こんのひとみ(原作)
  - 7 Dancing Man
  - 8 レベッカ
  - 9 キャバレー
  - 10 見果てぬ夢
  - 11 心の瞳
- 「Ichiro Live 2016」MI-2016B
  - 1 Be Our Guest
  - 2 美女と野獣
  - 3 星から降る金
  - 4 英雄だけが
  - 5 Anything Goes
  - 6 Calling you
  - 7 煙が目にしみる
  - 8 僕はこわい
  - 9 Bui Doi
  - 10 愛の旅立ち
  - 11 I Know Him So Well
- 「True to Myself」一路真輝40周年記念コンサートTHG107016
  - 1.オーバチュア（美しく青きドナウ）
  - 2.ウィーン我が夢の街～運命のワルツ
  - 3.Ich Liebe Dich～Bitten
  - 4.何一つ変わらない
  - 5.セリョージャ
  - 6.ロジャース・メドレー
  - 7.星から降る金
  - 8.宝塚我が心の故郷
  - 9.宝塚ショーメドレー
  - 10.宝塚日本物メドレー
  - 11.あの日の様に
  - 12.愛と死の輪舞
  - 13.Ｇ線上のアリア
  - 14.君は我が心の全て
  - 15.私だけに
  - 16.20世紀に生きて

### ビデオ
- 「ゴールデンメモリー」TMPV-21B(1989年)
- 「夢・飛・行」TMPV-27B(1991年)
- 「ボン・ボヤージュ」TMPV-38B(1992年)
- 「美しきウイーン夢紀行」TMPV-46B(1993年)
- 「セプテンバー・ナイト」TMPV-49B(1994年)
- 「アリア夢唄」TMPV-58B(1995年)
- 「Love Songs」TCAV-14B(1996年)
- 「Etarnal Muse」(退団記念)TCAV-18B(1996年)
- 「I’s Tiara」TOVF-1280A
- 「I's first」KT-9816B
- 「I's second」KT-9916B
- 「One Road」
- 「DIVA2001」

### DVD
- 「DIVA2001」
- 「DIVA2004」TGMA-1B
- 「アンナ・カレーニナ」
- 「アンナ・カレーニナ」(2011年版)
- 「リタルダンド」
- 「エリザベート 雪組｣(DVD) TCAD-10A
- ｢宝塚版エリザベートSpecial DVD-BOX｣ TCAD-58B「エリザベート Special BOX」TCAD-59A (インタビュー出演など)
- 「エリザベート COMPLETE BOX -Spesical

Edition-(DVD)」TCAD-183A
- 「エリザベート　スペシャル　ガラ・コンサート｣ TCAD-394B
- 「M.クンツェ＆S.リーヴァイの世界～2nd Season～（ウィーン・ミュージカルコンサート）」Special Version
- 「シャーロック ホームズ　～アンダーソン家の秘密～」
- ブラック メリーポピンズ
- 「シャーロック ホームズ2～ブラッディ・ゲーム～」A ver.(小西遼生)／B ver.（良知真次）
- 「舞台 刀剣乱舞/ 无伝 夕紅の士 -大坂夏の陣-」 初回限定版 TDV31136D(DVD)TBR31135D(BD)3枚組 通常版 2枚組

### BD
- 「エリザベート 20TH Anniversary」TCAB-42B (初演・雪組公演映像をリマスター収録)

他、宝塚歌劇団公演実況アルバムなど多数
各サイトでの配信のある曲(アルバム)などもある

### 配信
- Dinner Show Collection ～一路真輝〜(配信deタカラヅカ)

## 受賞歴
- 1996年 第22回菊田一夫演劇賞・演劇賞
- 1998年 第6回橋田賞・新人賞[61]
- 2004年 第12回読売演劇大賞・優秀女優賞
- 2016年 第37回松尾芸能賞・優秀賞 [62]

## 書籍
著書
- 『真実』集英社 1996
- 『一路マイロード』双葉社 2000

写真集
- 谷口征『一路真輝 : Of lasting memories : 写真集』竹書房、1997年3月15日。NDLJP:12759119。(要登録)
- Erisabeth in Austria ダイヤモンド社 2000